# Podenzana
Podenzana é uma comuna italiana da região da Toscana, província de Massa-Carrara, com cerca de 1.818 habitantes. Estende-se por uma área de 17 km², tendo uma densidade populacional de 107 hab/km². Faz fronteira com Aulla, Bolano (SP), Calice al Cornoviglio (SP), Follo (SP), Licciana Nardi, Tresana.

## Demografia
| Variação demográfica do município entre 1861 e 2011                               |
|                                                                                   |
| Fonte: Istituto Nazionale di Statistica (ISTAT) - Elaboração gráfica da Wikipedia |